# Igreja de São José dos Carpinteiros

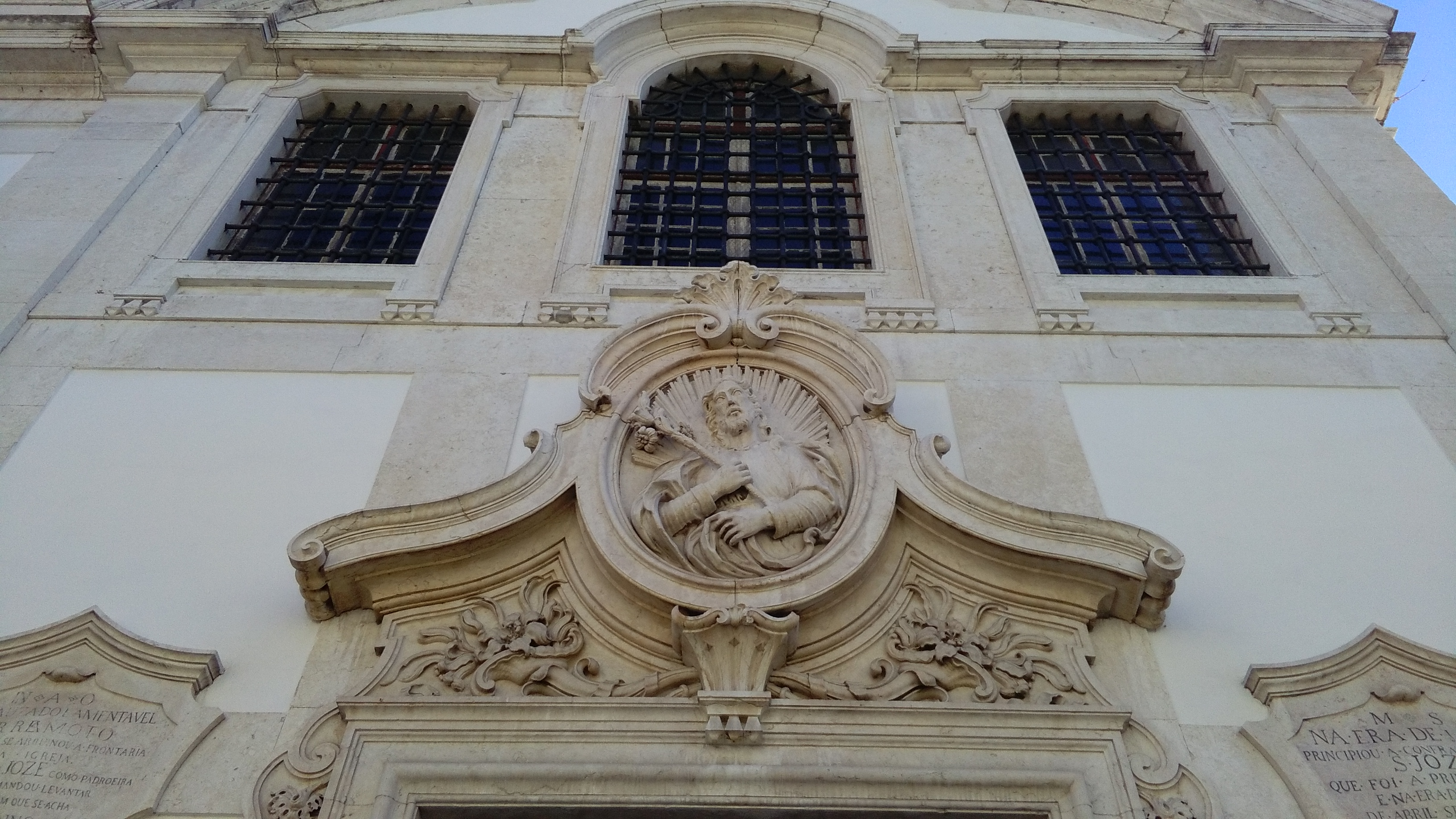
Igreja de São José dos Carpinteiros

A Igreja de São José dos Carpinteiros é uma igreja de arquitectura barroca e pombalina localizada na Rua de São José, em Lisboa.
Foi elevada a igreja paroquial em 1567 após ter sido construída no local de uma antiga ermida. Foi reedificada após o terramoto de 1755,segundo instruções do mestre-pedreiro Caetano Tomás. Foi sede da Câmara Municipal de Lisboa.
Em 1925 é aqui baptizado o autor Alexandre O'Neill.